# Tonkinsofora
Tonkinsofora (Sophora tonkinensis) är en ärtväxtart som beskrevs av François Gagnepain. Sophora tonkinensis ingår i släktet soforor, och familjen ärtväxter.

## Underarter
Arten delas in i följande underarter:
- S. t. polyphylla
- S. t. purpurescens
- S. t. tonkinensis